# 露丝·温奇
露丝·伊莎贝尔·温奇（英語：Ruth Isabel Winch，1870年8月25日—1952年1月9日），旧姓利（Legh），英国女子网球运动员。她曾代表英国参加1908年夏季奥林匹克运动会网球比赛，获得女子单打铜牌。